# 南菱野町
南菱野町（みなみひしのちょう）は、愛知県瀬戸市菱野連区の町名。丁番を持たない単独町名である。

## 地理
- 瀬戸市の南西部に位置する[8]。西を駒前町、北を東本地町・幡西町・西脇町、東を羽根町・幡中町、南を南ケ丘町と隣接している[8]。
- 標高90〜110mの低山性丘陵を竹林・小灌木林が広く占める[8]。山林を整地して各種工場が立地する[8]。

### 河川
- 新田屋敷川（矢田川支流） ： 町の北部を西流している。

### 池沼
- 前田洞池 ： 町の北東部にある。
- 観道路池 ： 町の中央部にある。

### 学区
市立小・中学校に通う場合、学区は以下の通りとなる。また、公立高等学校普通科に通う場合の学区は以下の通りとなる。
| 番・番地等 | 小学校               | 中学校             | 高等学校 |
| ---------- | -------------------- | ------------------ | -------- |
| 全域       | 瀬戸市立幡山西小学校 | 瀬戸市立幡山中学校 | 尾張学区 |

## 歴史

### 町名の由来
この地は、旧菱野村の南の丘陵地が開発された地域であるため南菱野町と名付けられたと推察される（菱野の由来については菱野町を参照）。

### 沿革
- 1979年（昭和54年）12月1日 - 瀬戸市大字菱野字平定納・西平・前田洞・南山の各一部と字権道路の全域により、同市南菱野町として成立[2]。
- 1991年（平成3年）3月30日 - 町域の一部を駒前町に編入[12]。

## 世帯数と人口
2024年（令和6年）2月1日現在の世帯数と人口は以下の通りである。
| 町丁     | 世帯数 | 人口 |
| -------- | ------ | ---- |
| 南菱野町 | 36世帯 | 72人 |

### 人口の変遷
国勢調査による人口の推移
| 1995年（平成7年）  | 113人 | [ 13 ] |  |
| 2000年（平成12年） | 105人 | [ 14 ] |  |
| 2005年（平成17年） | 89人  | [ 15 ] |  |
| 2010年（平成22年） | 175人 | [ 16 ] |  |
| 2015年（平成27年） | 157人 | [ 17 ] |  |
| 2020年（令和2年）  | 151人 | [ 18 ] |  |

### 世帯数の変遷
国勢調査による世帯数の推移。
| 1995年（平成7年）  | 33世帯 | [ 13 ] |  |
| 2000年（平成12年） | 35世帯 | [ 14 ] |  |
| 2005年（平成17年） | 29世帯 | [ 15 ] |  |
| 2010年（平成22年） | 34世帯 | [ 16 ] |  |
| 2015年（平成27年） | 28世帯 | [ 17 ] |  |
| 2020年（令和2年）  | 26世帯 | [ 18 ] |  |

## 交通

### 鉄道
町内に鉄道は走っていない。最寄り駅は愛知環状鉄道・愛知環状鉄道線瀬戸口駅になる。

### バス
名鉄バス「東山線」
- 【40】【41】藤が丘 - 岩作 - 本地口 - 菱野団地 系統
- 【43】【44】藤が丘 - 岩作 - 本地口 - 瀬戸駅前 系統

以上、4系統共通 ： 本地口バス停（藤が丘方面乗り場）
瀬戸市コミュニティバス「本地線」
- 陶生病院 - 瀬戸口駅 - 愛知医大 系統 ： 西脇町バス停（愛知医大方面乗り場）

### 道路
愛知県道57号瀬戸大府東海線 ： 町の北端から南西端にかけての幡西町・東本地町・駒前町との町境を南北に通っている。

## 施設
- 特別養護老人ホーム たんぽぽ菱野の里 ： 社会福祉法人たんぽぽ福祉会が運営している[19]。定員は特別養護老人ホームが80名、短期入所が20名、通所介護が40名[19]。
- ゴルフ倶楽部大樹 瀬戸 ： 1991年（平成3年）オープン[20]。打席数320のゴルフ練習場[21]。クラブハウスのほかに、カフェやフィットネスクラブ、ゴルフショップなどの施設を併設している[22]。
- ウイングフットサルクラブ ： 人工芝の屋外コート3面と屋内コート1面があるフットサル場[23][24]。クラブハウスや更衣室、シャワーやロッカーも完備している[23]。
- CRA サバイバルゲームフィールド ： 愛知県内最大級の屋外サバイバルゲームフィールド[25]。平日や夜間は貸切も可[25]。
- 西脇遊園地 ： 町の北部にある公園。ブランコ・すべり台・鉄棒・ジャングルジムがある。

## その他

### 日本郵便
- 郵便番号 : 489-0937[6]（集配局：瀬戸郵便局[26]）。